# I pionieri del West (film 1957)
I pionieri del West è un film statunitense del 1957 diretto da Thomas Carr.
Il titolo è l'omonimo di un precedente film del 1931 dal titolo originale Cimarron, con il quale il presente film non ha nulla a che fare.

## Trama
Ned Bannon, un ex soldato dell'Unione, viene gravemente ferito e lasciato per morto mentre sta tornando a casa alla fine della Guerra Civile. Dopo alcuni giorni di incoscienza, si risveglia in un carro, di proprietà della vedova Ellen e del figlio Will, che fanno parte di un gruppo di coloni confederati diretti in California. I coloni sono preoccupati che chi ha tentato di uccidere Bannon possa tornare per completare l'opera. Alcuni membri del gruppo, come Pagones, sono anche contrari alla presenza di un "Yankee". Bannon, interrogato, racconta di aver visto un piccolo branco di bestiame e alcuni mandriani poco prima dell'agguato ma ricorda solo delle staffe decorate e un fucile placcato d'oro del suo assalitore. I coloni si dirigono verso la California, ma Bannon avverte che non esiste una via oltre la Valle di Bishop. Quando arrivano al ranch di Bishop, si scopre che quest'ultimo è il fratellastro di Bannon e che lo odia per non aver impedito l'esecuzione del suo figlio, un membro dei Raiders di Quantrill. Bishop sospetta che Bannon sia tra i coloni e ordina al suo ranchero, Stark, di prepararsi per un possibile scontro. Intanto, Harper, uno dei coloni, sembra avere piani segreti e ha stretto un'alleanza con i banditi Zarata e Barrett, che progettano di attaccare i coloni. Mentre le tensioni tra i coloni e Bishop aumentano, Bannon cerca di trovare una soluzione pacifica, ma la situazione precipita quando uno dei complici di Harper, Zarata, riconosce Bannon come l'uomo che lo ha ferito in passato. Nonostante le difficoltà, Bannon cerca di convincere i coloni a non farsi provocare e a non credere alla retorica di Harper. Le alleanze tra i diversi gruppi si complicano ulteriormente, con Bishop e Harper pronti a entrare in conflitto per il controllo della valle. L'intensificarsi delle ostilità tra i coloni, i banditi e Bishop porta a confronti sempre più pericolosi, mentre Bannon continua a cercare di proteggere i coloni e trovare una via per evitare uno scontro totale.